# Amichevole

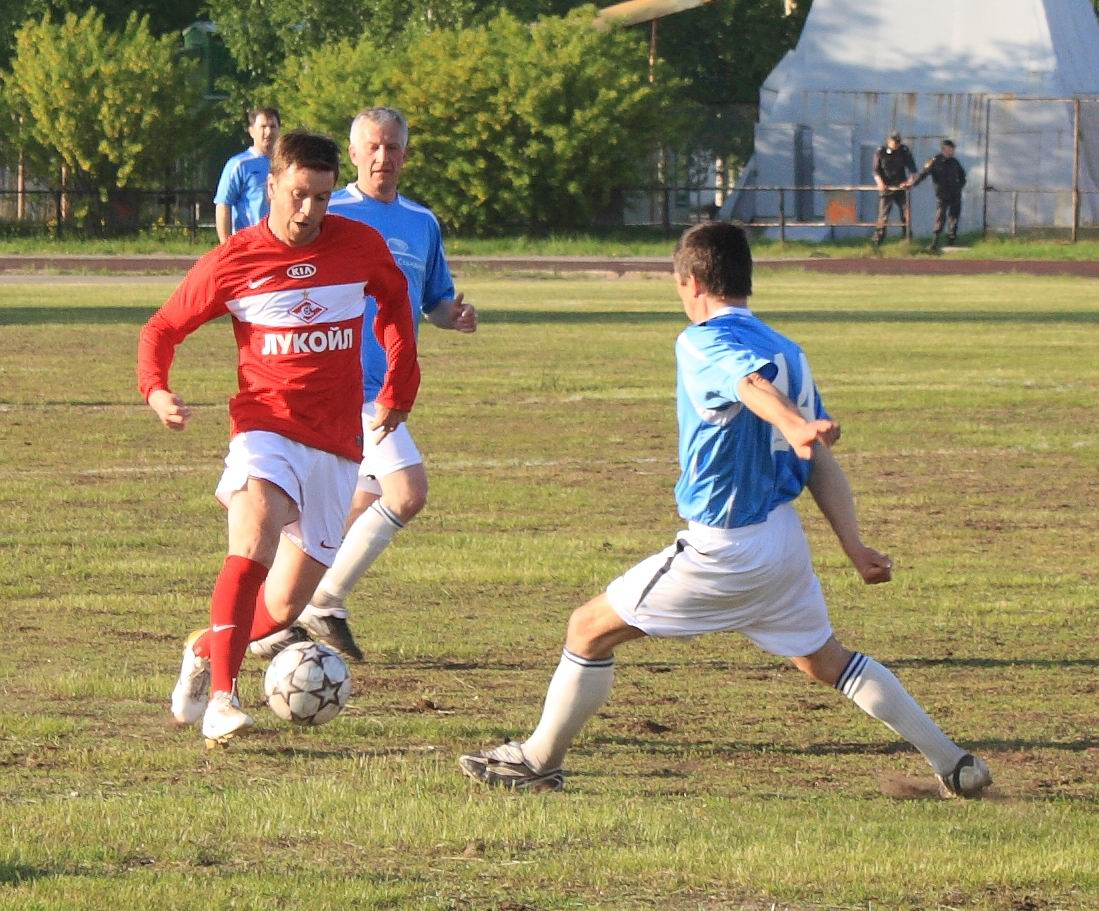
Amichevole calcistica disputata in Russia tra veterani dello Spartak Mosca e una squadra di Severodvinsk

La gara amichevole è un evento sportivo nel quale non vengono assegnati punti o riconoscimenti ufficiali.

## Definizione
Per quanto riguarda i club, le statistiche delle amichevoli non hanno solitamente valenza ufficiale: ciò è dovuto al fatto che la disputa di esse è generalmente incentrata nel periodo di sospensione dell'attività agonistica, con finalità di allenamento e preparazione.
Maggior rilevanza è invece attribuita alle amichevoli disputate dalle squadre nazionali, essendo l'attività di queste ultime inquadrata in un calendario meno ampio rispetto ai club. La programmazione delle sfide amichevoli è sovente circoscritta ad uno specifico periodo, precedente o successivo la stagione ma anche volto a riempire eventuali soste della stessa. Le amichevoli costituiscono, inoltre, una forma di preparazione ad eventi ufficiali.
I fini di un incontro amichevole possono anche essere di tipo caritatevole, con l'incasso devoluto in beneficenza.

## Regolamento
Stante il carattere non ufficiale dell'amichevole, è possibile l'applicazione di un diverso regolamento rispetto a quello tradizionale. Ciò non deve tuttavia avvenire all'insaputa, o incorrendo nel parere contrario, di arbitri e organizzatori.

## Sport individuali
Benché siano proprie degli sport di squadra, le esibizioni amichevoli sono talvolta presenti anche in discipline individuali (in particolar modo negli sport da combattimento).